# ولادیمیر لاپیتسکی
ولادیمیر لاپیتسکی (انگلیسی: Vladimir Lapitsky؛ زادهٔ ۱۸ فوریهٔ ۱۹۵۹) ورزشکار شمشیربازی اهل اتحاد جماهیر شوروی سوسیالیستی است.
وی در مسابقات کشوری و بین‌المللی در مجموع برندهٔ ۱ مدال نقره شده‌است.